# ساتيرة مخططة
ساتيرة مخططة (الاسم العلمي:Satyrus striata) هي نوع من الحشرات يتبع جنس الساتيرة من فصيلة الحورائيات.